# Pieter Neefs el Viejo

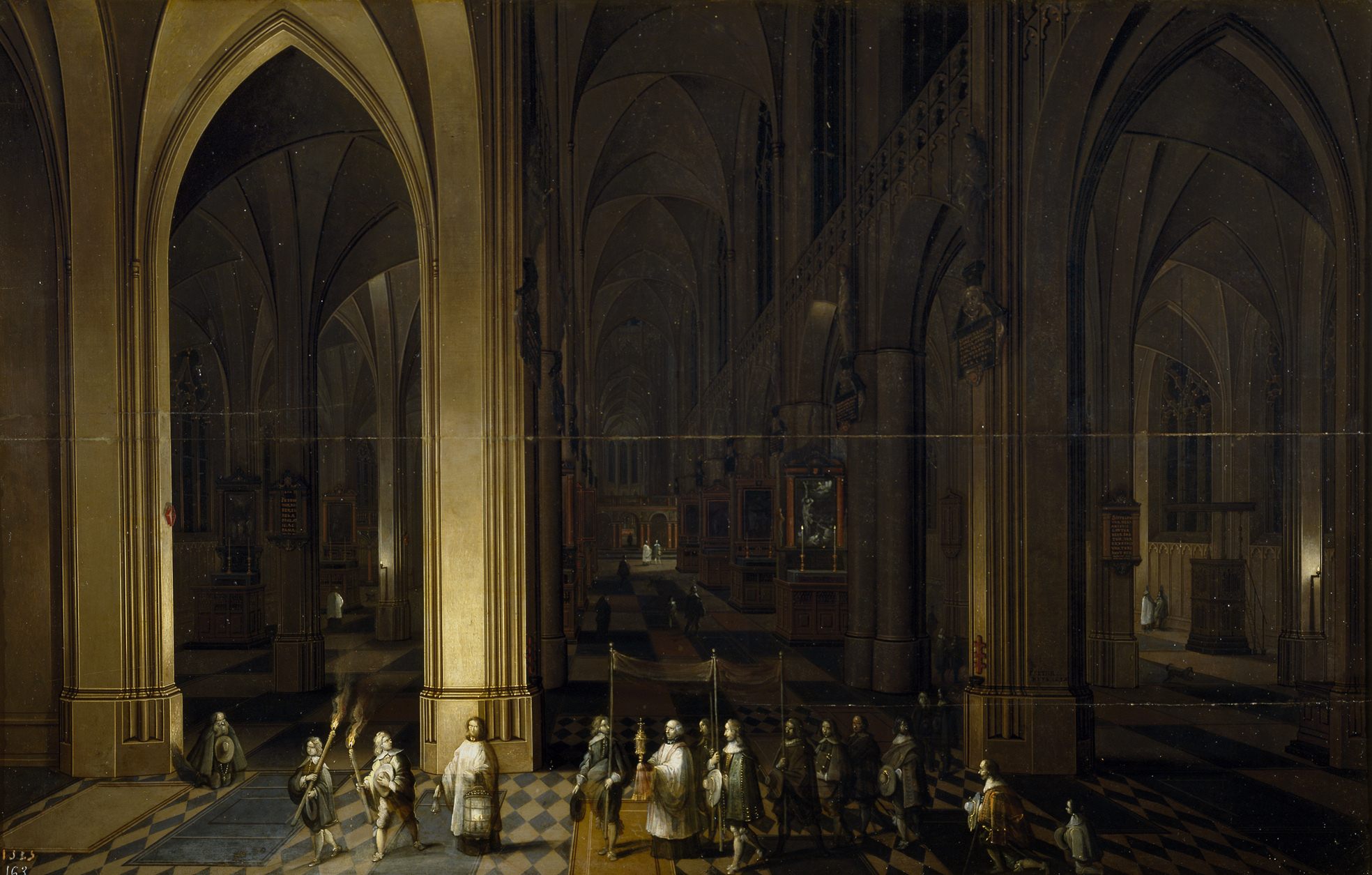
El viático en el interior de una iglesia (1636), óleo sobre tabla, 51 x 80 cm, Madrid, Museo del Prado

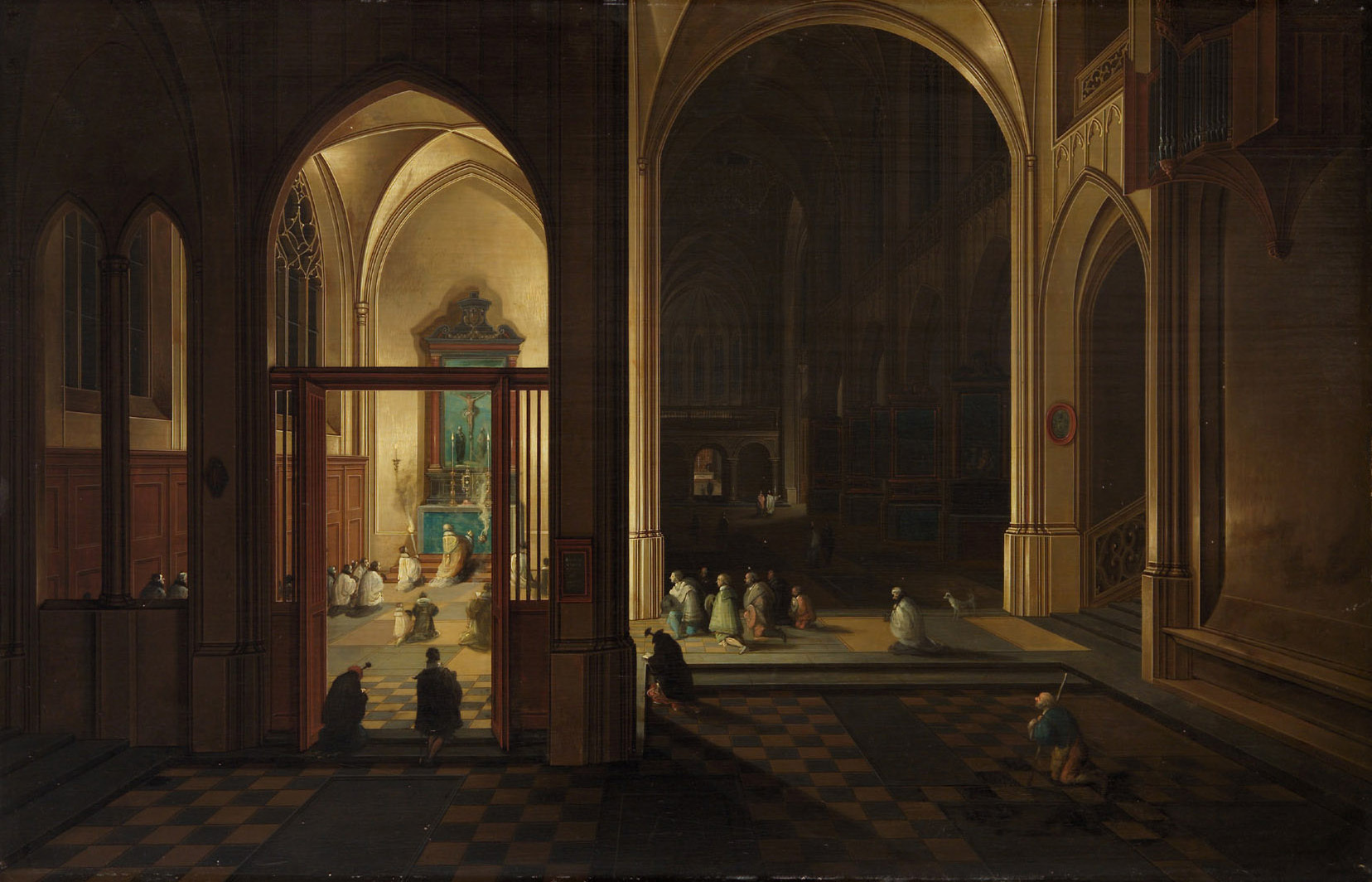
Misa vespertina en una iglesia gótica, óleo sobre tabla, 35 x 55 cm, Viena, Kunsthistorisches Museum.

Pieter Neefs el Viejo, también llamado Pieter Neefs I (o Neeffs) (Amberes c. 1578-Amberes, después de 1656) fue un pintor barroco flamenco, especializado en la pintura de arquitecturas, principalmente interiores de iglesias.
Influido por Hendrick van Steenwijk el Viejo y por su hijo, Hendrick van Steenwijk el Joven y, a través de ellos, por Hans Vredeman de Vries, su principal aportación al género consistirá en la representación de interiores nocturnos iluminados por dos focos de luz, antorchas o velas. Con frecuencia colaboró con otros pintores, principalmente con Frans Francken el Joven, con quien firmó en 1636 el Viático en el interior de una iglesia del Museo del Prado o la Misa vespertina en una iglesia gótica del Kunsthistorisches Museum, pero también con su hijo, Frans Francken III, con Gonzales Coques o con Pieter Brueghel el Joven, quienes pintaron las figuras que pueblan algunas de sus composiciones. 
Sus hijos, Ludovicus y Pieter Neefs el Joven pintaron en el mismo estilo paterno y a veces resulta difícil distinguir sus obras.